# Virgilina (Virginia)
Virgilina es un pueblo situado en el condado de Halifax, Virginia (Estados Unidos). Tiene una población estimada, a mediados de 2021, de 123 habitantes.

## Historia
El pueblo se estableció como una zona agrícola. Justo antes de la Guerra de Secesión, en la década de 1850, el cobre fue descubierto y los revueltos de los derechos minerales. La guerra interrumpió temporalmente la fiebre del cobre y una mina cerca de Virgilina fue uno de los primeros depósitos extraídos de la nación. A la vuelta del siglo XX, la minería del cobre estaba en su apogeo.  Mientras que las minas trajo riquezas para algunos, sino que también eran responsables de atraer a cientos de hombres a la ciudad para trabajar en los ejes y más aún el desarrollo de las carreteras. Virgilina era el único lugar en el condado de Halifax (donde el alcohol estaba prohibido), donde estaba fácilmente disponible. Las peleas eran frecuentes, así como disparos. Por lo tanto, no había lugar para las mujeres y los niños.  Virgilina se incorporó en 1900 solo por lo que podría conseguir su propia protección policial. Los ingresos de la destilación de whisky ilegal pagaron las primeras aceras del pueblecito.  Las minas cerraron después de la Primera Guerra Mundial, que comenzó un descenso económico en la ciudad. Una serie de incendios provocados casi destruyó la ciudad en 1951. En ese momento, Virgilina no tenía sistema de agua, ni su propio cuerpo de bomberos. Los residentes tuvieron que apagar el fuego con baldes de agua. Los incendios no se resolvieron oficialmente. El Cuerpo de Bomberos Voluntarios de Virgilina se creó en 1957.

## Demografía
Según el censo del 2000, Virgilina tenía 159 habitantes, 76 viviendas, y 43 familias. La densidad de población era de 99 habitantes por km².
De las 76 viviendas en un 15,8%  vivían niños de menos de 18 años, en un 42,1%  vivían parejas casadas, en un 10,5% mujeres solteras, y en un 43,4% no eran unidades familiares. En el 43,4% de las viviendas  vivían personas solas el 23,7% de las cuales correspondía a personas de 65 años o más que vivían solas. El número medio de personas viviendo en cada vivienda era de 2,09 y el número medio de personas que vivían en cada familia era de 2,91.
Por edades la población se repartía de la siguiente manera: un 18,9% tenía menos de 18 años, un 5% entre 18 y 24, un 25,8% entre 25 y 44, un 23,9% de 45 a 60 y un 26,4% 65 años o más.
La edad media era de 46 años.  Por cada 100 mujeres de 18 o más años  había 81,7 hombres.
La renta media por vivienda era de 33.333$ y la renta media por familia de 43.125$. Los hombres tenían una renta media de 30.625$ mientras que las mujeres 28.125$. La renta per cápita de la población era de 17.337$. Ninguno de las familias y el 3,2% de la población estaban por debajo del umbral de pobreza.

## Localidades adyacentes
El siguiente diagrama muestra a las localidades más próximas a Virgilina.